# Mine de Didipio
 (mars 2025).
La mine de Didipio est une mine à ciel ouvert et souterraine de cuivre et d'or située aux Philippines. Elle appartient à OceanaGold.